# Arnold Jeannesson
Arnold Jeannesson (født 15. januar 1986 i Challans) er en tidligere professionel fransk landevejscyeklrytter som cyklede for FDJ. Han er en tidligere mountainbike- og cyklecross-rytter.

## Bedste resultater
2007
- Etapesejr Tour de la Manche.

2008
- Etapesejr Tour de la Mance
- Etapesejr Tour de l'Avenir
- 3. plads samlet, Tour de l'Avenir.